# Герб комуни Крістіанстад
Герб комуни Крістіанстад (швед. Kristianstads kommunvapen) — символ шведської адміністративно-територіальної одиниці місцевого самоврядування комуни Крістіанстад. 

## Історія
Від XVІI століття місто Крістіанстад використовувало герб. Його згадує королівський привілей Кристіана IV 1622 року.
Сучасний дизайн герба було розроблено також для міста Крістіанстад. Він отримав королівське затвердження 1932 року.    
Після адміністративно-територіальної реформи, проведеної в Швеції на початку 1970-х років, муніципальні герби стали використовуватися лишень комунами. Цей герб був 1971 року перебраний для нової комуни Крістіанстад.
Герб комуни офіційно зареєстровано 1975 року.
Герби давніших адміністративних утворень, що увійшли до складу комуни, більше не використовуються.

Герб ландскомуни Толларп (1953–1970) Герб комуни Толларп (1971–1973)
Герб ландскомуни Ве (1960–1966)
Герб чепінга Огус (1948–1970)

## Опис (блазон)
У синьому полі два золоті леви спинаються назустріч один одному і підтримують такий же вензель «С4» під золотою короною.

## Зміст
Сюжет герба походить з королівського привілею 1622 року. Монограма «С4» уособлює данського короля Кристіана IV, який заснував це місто.      